# Coucouron
Coucouron é uma comuna francesa na região administrativa de Auvérnia-Ródano-Alpes, no departamento de Ardèche. Estende-se por uma área de 23,89 km². Em 2010 a comuna tinha 802 habitantes (densidade: 33,6 hab./km²).